# Very Large Telescope

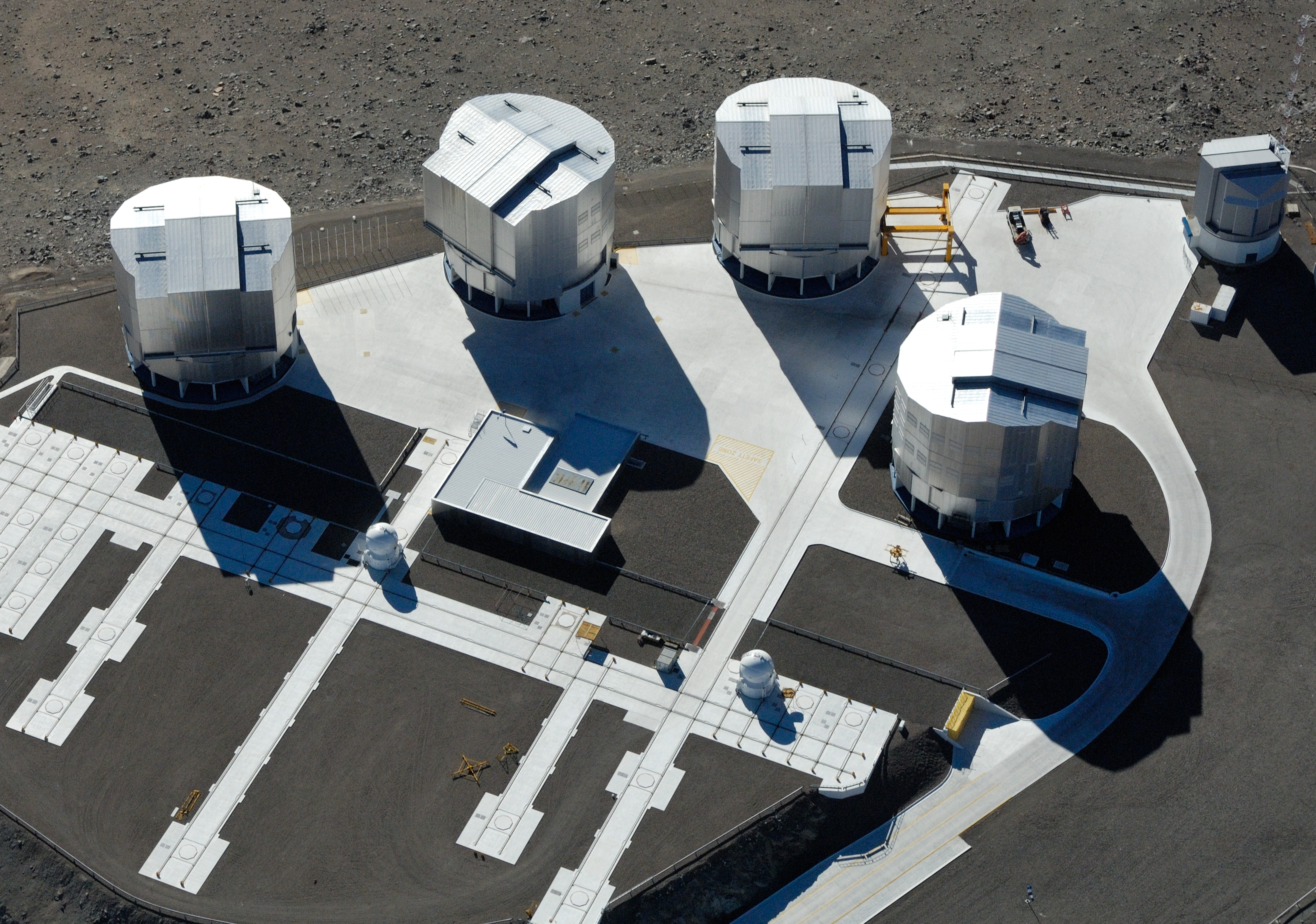
Vista aèria del VLT

El Very Large Telescope o VLT (Telescopi molt gran en anglès) és un sistema de quatre telescopis òptics separats, envoltats per diversos instruments menors. Cada un dels quatre instruments principals és un telescopi reflector amb un mirall de 8,2 metres. El projecte VLT forma part de l'Observatori Europeu Austral (ESO), la major organització astronòmica d'Europa.
La resolució amb la que opera aquest sistema de telescopis equival a distingir, des del Regne Unit, els fars davanters d'un automòbil situat a Austràlia.
El VLT es troba a l'Observatori Paranal al Cerro Paranal, una muntanya de 2.635 metres localitzada al desert d'Atacama, al nord de Xile. Igual que la major part dels observatoris mundials, el lloc ha estat elegit per la seva ubicació, ja que dista molt de zones de contaminació lumínica i té un clima desèrtic, en el qual abunden les nits clares.
El VLT consisteix en un grup de quatre telescopis grans i d'un interferòmetre (VLTI) que s'usa per a observacions amb  resolució més alta. Els telescopis han estat anomenats segons alguns objectes astronòmics en la llengua local, el mapudungun: Antu (el Sol), Kueyen (la Lluna), Melipal (la Creu del Sud) i Yepun ( Venus).
Teòricament el VLTI hauria de resoldre fàcilment els mòduls lunars (5 metres d'amplada) deixats sobre la superfície lunar per les missions Apollo. No obstant això, hi ha algunes dificultats. A causa de la gran quantitat de miralls involucrats en la manera interferomètric, una important fracció de la llum es perd abans d'arribar al detector. La tècnica d'interferometria és molt eficient només per a observar objectes prou petits perquè tota la seva llum estigui concentrada. No és factible observar un objecte amb una brillantor superficial relativament baix, com la Lluna, perquè la seva llum és molt tènue. Només objectes amb temperatures superiors a 1000 °C tenen una brillantor superficial prou elevada com per ser observats a la regió de l'infraroig mitjà, i han d'estar a diversos milers de graus Celsius per poder observar-los en l'infraroig proper amb el VLTI. Això inclou la majoria de les estrelles en el veïnatge del Sol i molts objectes extragalàctics, com a nuclis brillants de galàxies actives, però deixa fora de les observacions interferomètriques a la majoria dels objectes del sistema solar.

## Informació general
El VLT consisteix en un grup de quatre telescopis grans i d'un interferòmetre (VLTI) que s'usa per a observacions amb resolució més alta. Els telescopis han estat nomenats segons alguns objectes astronòmics a mapudungun: Antu (el Sol), Kueyen (la Lluna), Melipal (la Creu del Sud) i Yepun (Venus).
El VLT pot operar de tres maneres:
- com a quatre telescopis independents
- com un únic instrument incoherent, que recull quatre vegades la llum d'un dels telescopis individuals
- com un únic instrument coherent en mode interferomètric, per a una resolució molt alta.

En la manera de quatre telescopis, cadascun dels telescopis es troben entre els més grans del món i opera amb èxit. El gran mirall de 8,2 metres és mantingut en posició per un sistema d'òptica activa, mentre que un sistema d'òptica adaptativa anomenat NAOS, elimina l'escassa aberració introduïda per l'atmosfera sobre el turó Paranal.
En el mode interferomètric (VLTI), els quatre telescopis tenen la mateixa capacitat de recol·lecció de llum d'un únic telescopi de 16 metres de diàmetre i es converteixen en l'instrument òptic més gran del món. La resolució, en aquest mode d'observació, és semblant a un que tingui un diàmetre semblant a la distància entre els telescopis (al voltant de 100 metres). El VLTI (acrònim en anglès - Very Large Telescope Interferometer) té com a objectiu una resolució òptica de 0,001 segons d'arc a una longitud d'ona d'1 µm, prop de l'infraroig. És un angle de 0.000000005 radians, equivalent a resoldre un objecte de 2 metres a la distància que separa la Terra de la Lluna.
Teòricament, el VLTI hauria de resoldre fàcilment els mòduls lunars (5 metres d'amplada) deixats sobre la superfície lunar per les missions Apollo. No obstant això, hi ha algunes dificultats. A causa de la gran quantitat de miralls involucrats en el mode interferomètric, una fracció important de la llum es perd abans d'arribar al detector. La tècnica d'interferometria és molt eficient només per observar objectes prou petits perquè tota la seva llum estigui concentrada.
No és factible observar un objecte amb una brillantor superficial relativament baixa, com la Lluna, perquè la seva llum és molt tènue. Només objectes amb temperatures superiors a 1000 °C tenen una brillantor superficial prou elevada per a ser observats a la regió de l'infraroig mitjà, i han d'estar a diversos milers de graus Celsius per poder observar-los a l'infraroig proper amb el VLTI. Això inclou la majoria de les estrelles al veïnat del Sol i molts objectes extragalàctics, com a nuclis brillants de galàxies actives, però deixa fora de les observacions interferomètriques la majoria dels objectes del sistema solar.

## Instruments
Els instruments del VLT:
| Telescopi     | Cassegrain-Focus | Nasmyth-Focus A | Nasmyth-Focus B |
| ------------- | ---------------- | --------------- | --------------- |
| Antu (UT1)    | FORS 2           | CRIRES          | Guest focus     |
| Kueyen (UT2)  | X-Shooter        | FLAMES          | UVES            |
| Melipal (UT3) | VISIR            | ISAAC           | VIMOS           |
| Yepun (UT4)   | SINFONI          | HAWK-I          | NACO            |

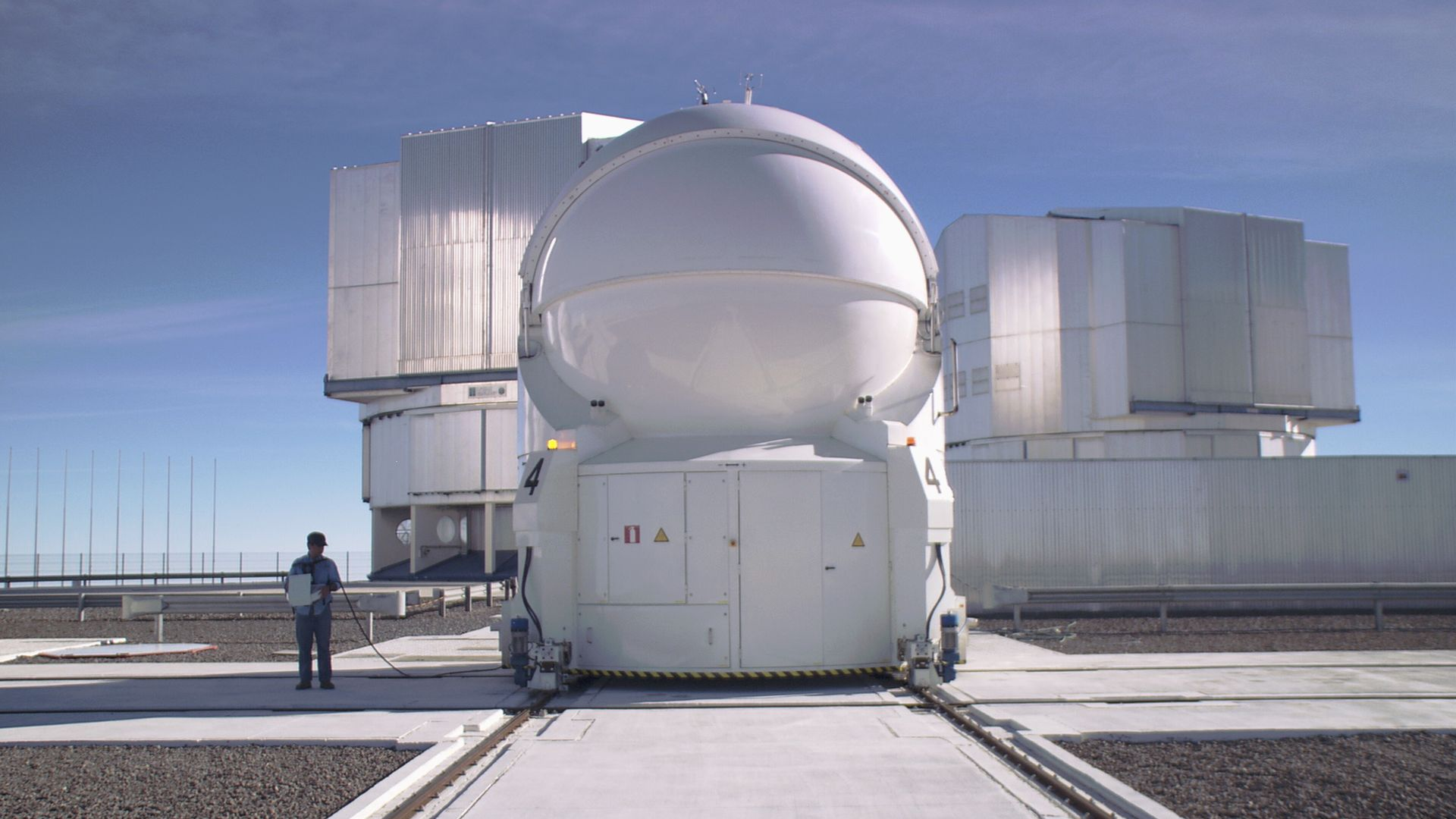
Transportar un dels telescopis auxiliars mòbils del VLT

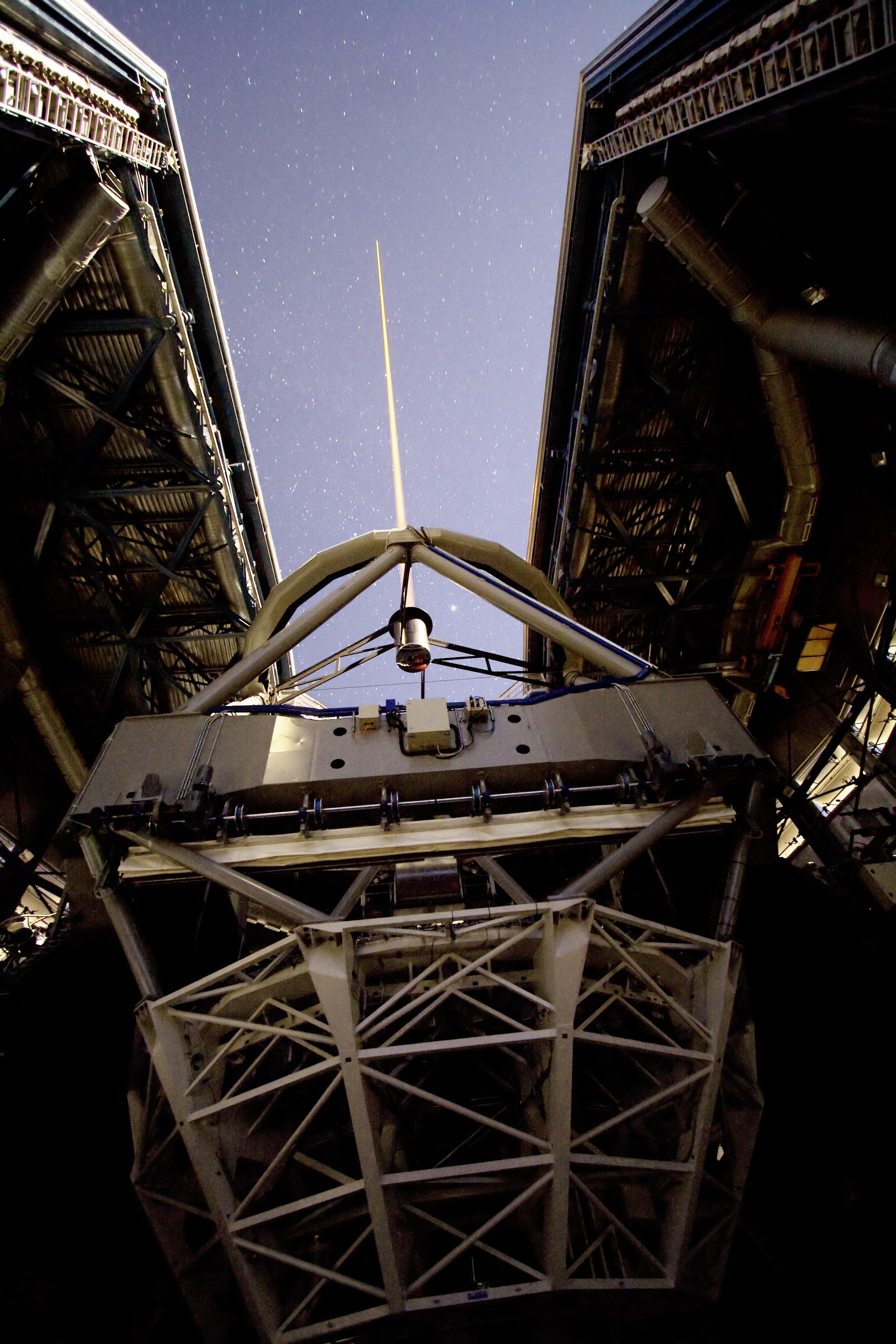
Un raig làser surt disparat de Yepun

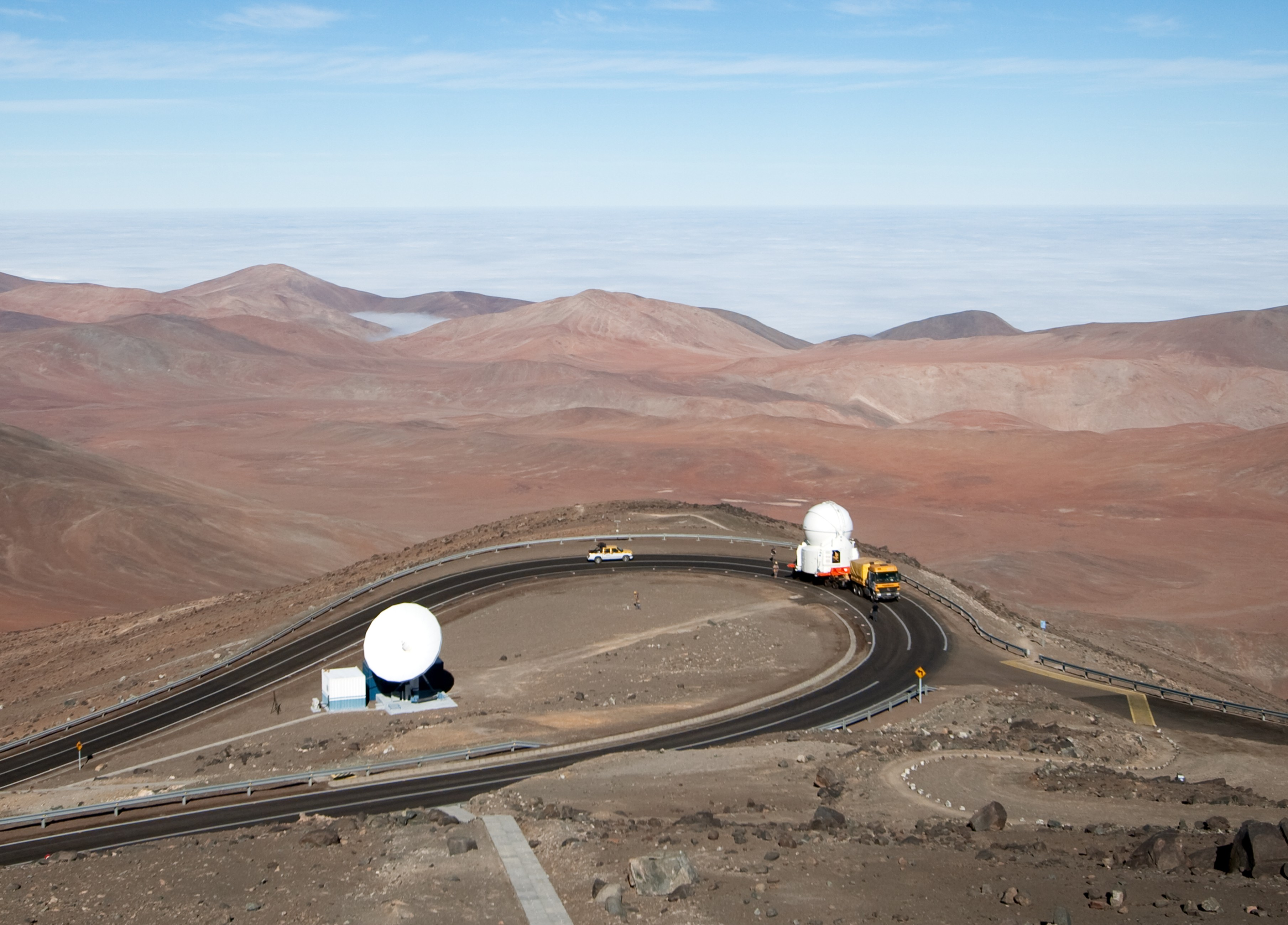
Transport d'un dels AT.

- Fors 1: (Focal Reducer and low dispersió Spectrograph) (Reductor Focal i Espectrògraf de baixa dispersió) és una càmera de llum visible i de múltiples objectes amb un espectrògraf de 6,8 minuts d'arc de camp visual.
- Fors 2: Com Fors 1, però amb més espectroscòpies de multi-objectes.
- ISAAC: (Infrared Spectrometer And Array Camera) (Espectròmetre infraroig i el conjunt de càmeres) és un productor d'imatges i espectrògraf d'infraroig proper.
- Ves: (Ultraviolet and Visual Echelle Spectrograph) (Espectrògraf Echelle Ultraviolat i Visual) és un espectrògraf ultraviolat i de llum visible.
- FLAMES: (Fibre Large Àrea Multi-Element Spectrograph) (Espectrògraf de Multi-Elements de fibra de Grans Superfícies) és una unitat de connexió de fibra de multi-objectes per a UVES i la GIRAFFE, aquest últim permet al mateix temps la capacitat d'estudiar centenars d'estrelles individuals en galàxies properes a la resolució espectral moderada en el visible.
- NACO: (NAOS-CONICA, NAOS meaning Nasmyth Adaptive Optics System and CONICA meaning Couder Near Infrared Camera) (NAOS-CONICA, NAOS significa sistema d'òptica adaptativa Nasmyth i CONICA significa Cambra d'Infraroig Proper Couder) és una instal·lació d'òptica adaptativa, que produeix imatges infraroges tan nítides com les preses a l'espai i inclou, capacitats espectroscòpiques, coronagràfiques i polarimètriques.
- Visir: (VLT Spectrometer and Imager for the mid-infrared) (Espectròmetre d'imatges del VLT per l'infraroig mitjà) proporciona imatges de difracció limitada i espectroscòpia en un rang de resolucions d'entre 10 i 20 micres de l'infraroig mitjà (MIR) de finestres atmosfèriques.
- Simfonia: (Spectrograph for Integral Field Observations in the Near Infrared) (Espectrògraf per a les observacions de camp integral en l'infraroig proper) és un espectrògraf de camp integral de resolució mitjana, en l'infraroig proper (1 - 05/02 micres) alimentat per un mòdul d'òptica adaptativa.
- CRIRES: (CRyogenic InfraRed Echelle Spectrograph) (Espectrògraf Echelle Infraroig criogènic) és una òptica adaptativa assistida i proporciona un poder de resolució de fins a 100.000 en el rang infraroig de l'espectre des d'1 a 5 micres.
- HAWK-I: (High Acuity Wide field K-band Imager) (Imatges d'alta Agudesa de camp ampli en la banda K) és un productor d'imatges en l'infraroig proper amb un camp relativament gran de vista.
- Vam veure: (Visible Multi-Object Spectrograph) (Espectrògraf Visible de Multi-Objecte) ofereix imatges visibles i espectres de fins a 1.000 galàxies en una hora en un camp de 14 x 14 minuts d'arc de visió.
- X-Shooter: el primer instrument de segona generació, un espectròmetre de gran amplada de banda [UV fins infrarojos propers] dissenyats per a explorar les propietats de fonts rares, inusuals o no identificats.
- Guest focus: disponibles per als instruments visitants, com ara ULTRACAM o DAZZLE.

Diversos instruments del VLT de segona generació estan ara sota desenvolupament: 
- KMOS, un espectròmetre d'infraroig criogènic multi-objecte destinat principalment per a l'estudi de galàxies distants.
- MUSE un gran explorador espectroscòpic de "3 dimensions" que proporcionarà un espectre visible complet de tots els objectes continguts en els "fas del llapis" a través de l'Univers.
- SPHERE, un sistema d'òptica adaptativa d'alt contrast dedicada al descobriment i estudi dels exoplanetes.

- ESPRESSO és un espectrògraf de nova generació d'alta resolució, capaç de detectar planetes similars a la Terra.

## Resultats científics

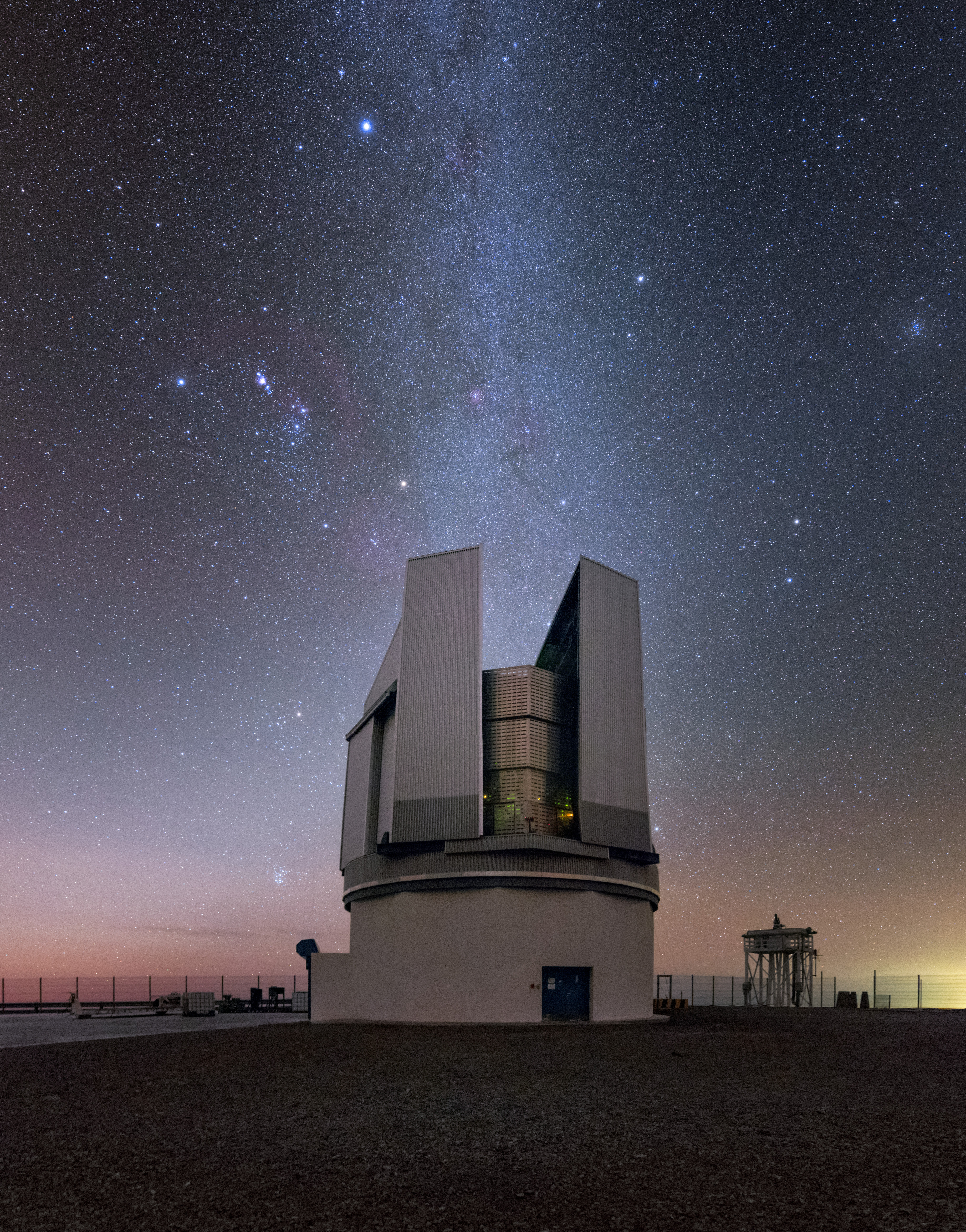
La resplendor suau de la Via Làctia es pot veure darrere del VLT Survey Telescope (VST) a l'Observatori Paranal d'ESO.

Els resultats del VLT han portat a la publicació d'una mitjana de més d'un article científic revisat per parells al dia. Per exemple, el 2017, es van publicar més de 600 articles científics arbitrats basats en dades del VLT. Els descobriments científics del telescopi inclouen imatges directes de Beta Pictoris b, el primer planeta extrasolar així fotografiat, rastrejant estrelles individuals que es mouen al voltant del forat negre supermassiu al centre de la Via Làctia, i observant la resplendor de l'esclat de raigs gamma més llunyà conegut.
El 2018, el VLT va ajudar a dur a terme la primera prova exitosa de la relativitat general d'Einstein sobre el moviment d'una estrella que passa a través del camp gravitatori extrem a prop del forat negre supermassiu, aquest és el desplaçament al vermell gravitacional. De fet, l'observació s'ha realitzat durant més de 26 anys amb els instruments d'òptica adaptativa SINFONI i NACO al VLT, mentre que el nou enfocament del 2018 també va fer servir l'instrument combinador de feixos GRAVITY. L'equip del Centre Galàctic de l'Institut Max Planck de Física Extraterrestre (MPE) va usar l'observació per revelar els efectes per primera vegada.
Altres descobriments amb la firma de VLT inclouen la detecció de molècules de monòxid de carboni en una galàxia ubicada a gairebé onze mil milions d'anys llum de distància per primera vegada, una gesta que havia estat difícil d'assolir durant 25 anys. Això ha permès als astrònoms obtenir la mesura més precisa de la temperatura còsmica en una època tan remota. Un altre estudi important va ser el de les violentes flamarades del forat negre supermassiu al centre de la Via Làctia. El VLT i APEX es van unir per revelar material que s'estira mentre orbita a la intensa gravetat a prop del forat negre central.
Utilitzant el VLT, els astrònoms també han estimat l'edat d'estrelles extremadament antigues al cúmul NGC 6397. Segons els models d'evolució estel·lar, es va descobrir que dues estrelles tenen 13,4 ± 0,800 milions d'anys, és a dir, són de la primera era de formació estel·lar a l'univers. També han analitzat l'atmosfera al voltant d'un exoplaneta súper-terra per primera vegada utilitzant el VLT. El planeta, que es coneix com GJ 1214b, es va estudiar quan va passar davant de la seva estrella mare i part de la llum de l'estrella va travessar l'atmosfera del planeta.
En total, dels 10 principals descobriments realitzats als observatoris d'ESO, set van fer ús del VLT.
